# Ernst de Jonge
Ernst Willem de Jonge (Sinabang, 22 mei 1914 – Rawitsch, Polen, 3 september 1944) was een Nederlands verzetsman en olympisch roeier.

## Voor de oorlog
De Jonge werd geboren als zoon van de directeur van een houtbedrijf.
Met zijn oudere broer en zus, Marien en Adine en zijn jongere zusje, Tineke, groeide hij in Nederlands-Indië op. Ernst wordt beschreven als levenslustig, intelligent en soms roekeloos. In 1925 werd zijn vader directeur van een houthandel in Amsterdam en keerde het gezin terug naar Nederland. De Jonge ging naar het Baarnsch Lyceum en werd drie keer van school gestuurd wegens gebrek aan discipline. Hij haalde zijn eindexamen net na zijn 18de verjaardag.
In de daarop volgende vakantie was hij bij de Kaagweek. Hier werd 's avonds veel vuurwerk afgestoken, zodat de politie de laatste avond patrouilleerde. Ernst had gillende keukenmeiden in zijn achterzak. Toen hij die had aangestoken zag hij de politie en stopte het vuurwerk terug in zijn achterzak. De politie moest hem met tweedegraads brandwonden naar het ziekenhuis brengen.
Na de vakantie moest hij in militaire dienst. Hij ging naar Ede en werd na acht maanden kornet. In 1933 werd hij overgeplaatst naar de artilleriekazerne in Leiden. Daar 'leende' hij het paard en zadel van de commandant om een uitstapje te maken, waarna hij een slecht conduiterapport kreeg zodat hij geen officier kon worden. Op voorspraak van anderen werd hij een jaar later toch officier.
Daarna studeerde hij aan de Rijksuniversiteit Leiden. Hij was lid en in 1937-1938 praeses van het Leids studentencorps. De Jonge was tevens lid van roeivereniging Njord. Bij de Olympische Spelen in Berlijn vertegenwoordigde hij Nederland. Hij kwam uit op het onderdeel twee met stuurman met J.F. van Walsem. De Nederlandse boot overleefde de series met een tijd van 7.56,9, maar werd in de halve finale uitgeschakeld met een tijd van 9.03,1. In 1936 deed hij mee aan de Varsity op het Noordzeekanaal en in 1937 op de Bosbaan.
Hoewel hij een druk studentenleven had, studeerde hij drie maanden na zijn aftreden als praeses af. Zijn eerste baan was bij de BPM in Amsterdam. Door de toenemende oorlogsdreiging besloot de BPM het hoofdkantoor naar Londen te verplaatsen en in 1940 naar Curaçao. De Jonge ging als secretaris mee naar Curaçao.

## Oorlogsjaren
In 1941 keerde De Jonge terug naar Engeland. Daar kreeg hij van MI-6 een opleiding om spion te worden. Hij leerde morse, het omgaan met codes en kennis van het Duitse leger. Ook kwam hij zijn broer Marien weer tegen. Begin 1942 namen de twee broers afscheid van elkaar op station Paddington. Marien vertrok met de Prinses Irene Brigade naar het Verre Oosten9⁹ en ze beseften dat ze elkaar misschien nooit meer zouden zien.
De Jonge werd in de nacht van 22 op 23 februari 1942 door Erik Hazelhoff Roelfzema bij Katwijk met zijn marconist Evert Radema aan wal gezet. Vandaar ging hij naar Wassenaar, naar het huis van de vader van Chris Krediet. Daar zag hij twee Duitsers, dus vervolgde hij zijn weg naar zijn zwager Berg.
De Jonge had als opdracht van MI-6 en de Centrale Inlichtingendienst om Koos Vorrink er toe te bewegen naar Londen te komen en hij moest economische inlichtingen inwinnen en militaire spionage bedrijven. Voor dat laatste had hij geen tijd, zodat hij die taak overdroeg aan Leen Pot, een van de latere oprichters van Groep Kees. Op 18 mei werd Anton Kortlandt opgepakt bij een poging om naar Engeland te vluchten. Hij had allerlei microfilms bij zich met materiaal dat hij via Dirk van Driel van Wageningen van Pot had ontvangen. Op 22 mei 1942 werden De Jonge, Pot en Lex Althoff in de Rotterdamse woning van Van Driel van Wageningen gearresteerd. De Jonge werd naar Kamp Haaren gebracht, vandaar werd hij overgebracht naar Assen en later met een groep van 52 naar een concentratiekamp in Rawitsch (tegenwoordig Rawicz). Van die groep gingen 47 door naar Mauthausen. Ernst de Jonge bleef in Rawitsch achter en overleed daar in september 1944. Er is geen graf bekend.
Groep Kees bleef actief tot het einde van de oorlog. De Jonge werd vervangen door Louis d'Aulnis, die hun berichten verder verzond.

### Monument
Toen Ernsts broer Marien de Jonge in 2011 zijn honderdste verjaardag vierde, werd geld ingezameld om op Sociëteit Minerva een plaquette te onthullen ter nagedachtenis aan zijn broer. De plaquette, ontworpen door Christien Nijland en gemaakt samen met haar zuster Lucie Nijland, was op 9 maart 2012 klaar en werd gegoten bij bronsgieterij Binder in Haarlem.

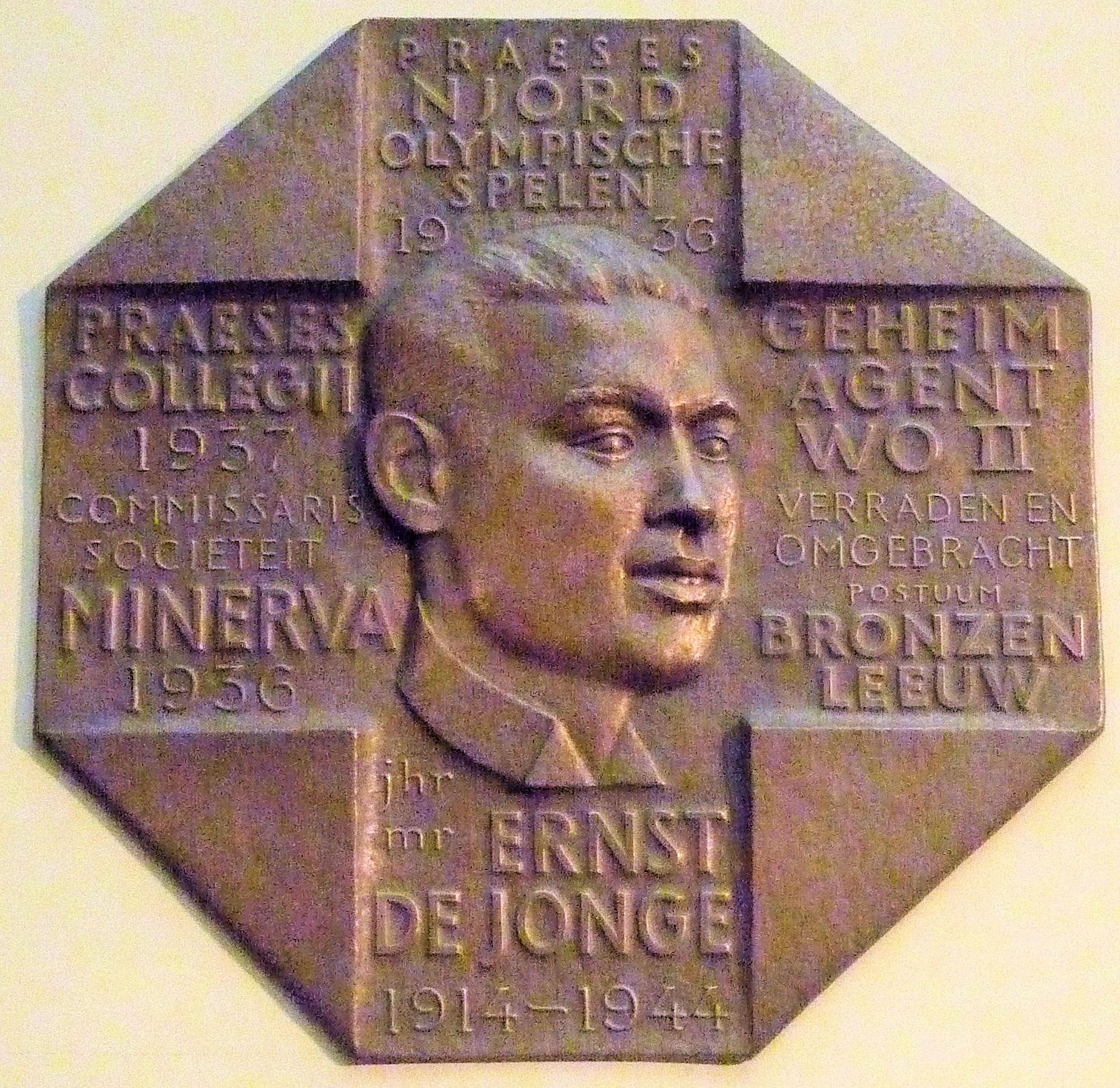

Nadat Marien de Jonge een uitgebreide beschrijving van zijn broer had gegeven, werd de onthulling verricht door Harpert Michielsen, die in de musical Soldaat van Oranje de rol van Ernst speelt en de Praeses Collegii.
Op de plaquette staat de volgende tekst:
Praeses Njord, Olympische Spelen 1936 

Praeses Collegii 1937, Commissaris Sociëteit Minerva 1936 

Geheim Agent WO II, verraden en omgebracht, postuum Bronzen Leeuw 

Jhr mr Ernst de Jonge 1914-1944 
imdb 

### Onderscheiden
- Bronzen Leeuw
- Verzetsherdenkingskruis

## Trivia
- In 2002 is een film gemaakt over de Olympische Spelen van 1936 in Berlijn. Hierin wordt Ernst de Jonge genoemd als goede Nederlander die daar slecht presteerde en een andere deelnemer, Tinus Osendarp (1916-2002), die een minder goede Nederlander was, maar wel goed presteerde en dubbel brons behaalde op de atletieksprint.

Karel Hardeman · 
Ernst de Jonge · 
Hans van Walsem (stuurman)
- Nederlandse Thesaurus van Auteursnamen: 175567425
- Virtual International Authority File: 282718251